# Louis Vidal

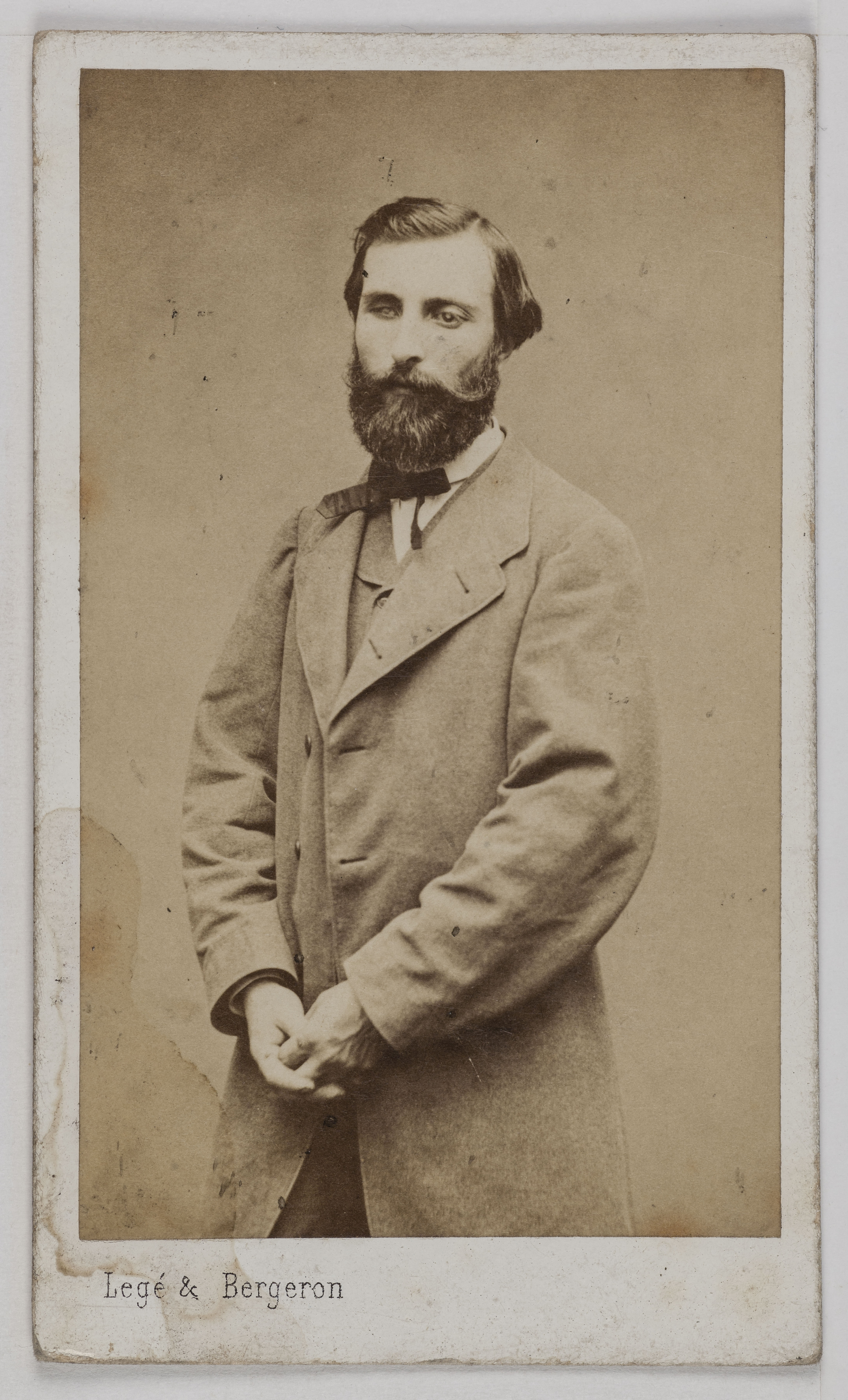
Foto von Louis Vidal-Navatel, ca. 1860/1880

Louis Vidal-Navatel (* 6. Dezember 1831 in Nîmes; † 9. Mai 1892 im Hôpital des Quinze-Vingts in Paris) war ein französischer Bildhauer, der vor allem für seine Tierplastiken bekannt ist. Er wurde häufig als „Vidal l’aveugle“ (Vidal der Blinde) bezeichnet.

## Leben
Louis Vidal wurde als Sohn von Sophie Vidal-Navelet in Nîmes geboren und wuchs in einem künstlerisch geprägten Umfeld auf. Er studierte zunächst Anatomie, verlor aber um 1853 infolge einer Augenkrankheit sein Augenlicht vollständig. Trotz seiner Erblindung entwickelte er sein plastisches Talent durch taktile Wahrnehmung weiter. Er wurde Schüler der Tierbildhauer Antoine-Louis Barye und Pierre Louis Rouillard und half gelegentlich Alfred Barye beim Feinschliff seiner Modelle. Ab 1855 nahm er an der Pariser Weltausstellung teil und stellte von 1859 bis 1882 regelmäßig seine Werke im Pariser Salon aus. 1888 übernahm er eine Professur für Modellieren an der École Braille in Paris. Er wurde von prominenten Persönlichkeiten wie Prinzessin Mathilde und den Rothschilds gefördert. Er starb im Mai 1892 in Paris.

## Werk

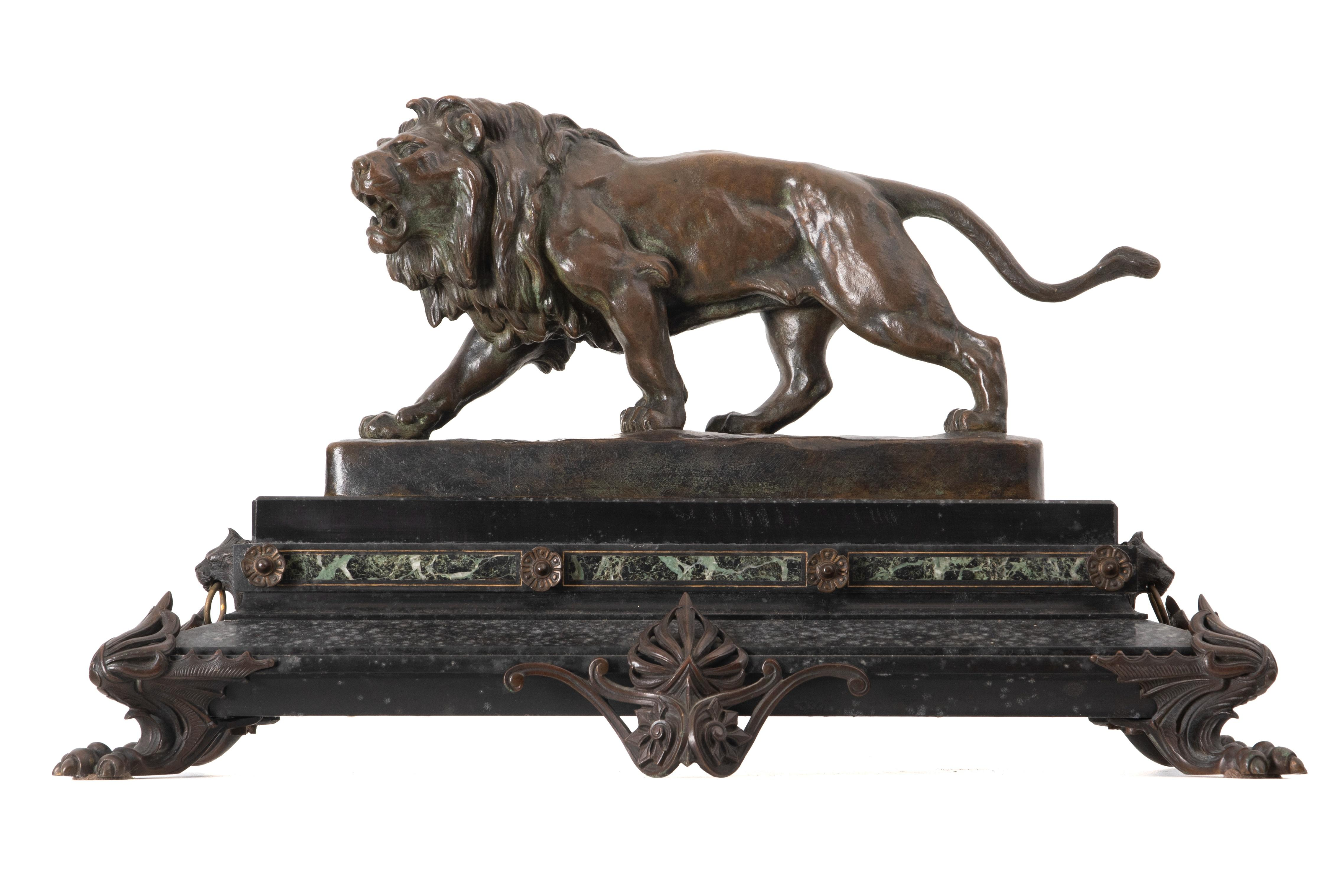
Louis Vidal: Lion marchant et rugissant (Brüllender Löwe). Bronze, 29 × 50 × 22 cm (inkl. Sockel)

Louis Vidal spezialisierte sich auf naturalistische Tier- und Tierkopfplastiken aus Bronze. Bekannt sind Motive wie Löwen, Gazellen, Hirsche und Bullen, die durch ihre lebendigen, realistischen Formen und ihre ausdrucksstarke Haltung überzeugen. Immer wieder signierte er seine Werke mit „Vidal aveugle“. Bedeutende Beispiele sind der „Brüllende Löwe“ (französisch: Lion rugissant) und ein bronzener Stier, der 1867 dem Musée des Beaux-Arts in Nîmes übergeben wurde. Seine Arbeiten befinden sich in Museen, etwa in Orléans, Nantes und Nîmes, und sind in Sammlungen wie dem Pariser Musée d’Orsay vertreten. Louis Vidal war für seine bemerkenswerte Fähigkeit bekannt, trotz seiner Erblindung detailgetreue Tierplastiken allein über den Tastsinn zu modellieren.